# Saison 2013 de l'équipe cycliste BMC Racing
La saison 2013 de l'équipe cycliste BMC Racing est la septième de cette équipe. Cadel Evans est le leader de l'équipe pour les grands tours (Tour d'Italie et Tour de France).

## Préparation de la saison 2013

### Sponsors et financement de l'équipe
Le fabricant de cycles BMC est le sponsor principal de l'équipe depuis sa création en 2007. Il est engagé jusque fin 2016. Le budget de l'équipe en 2013 est d'environ 18 millions d'euros.

### Arrivées et départs
| Arrivées          | Équipe 2012                         |
| ----------------- | ----------------------------------- |
| Sebastian Lander  | Glud & Marstrand-LRØ                |
| Dominik Nerz      | Liquigas-Cannondale                 |
| Daniel Oss        | Liquigas-Cannondale                 |
| Lawrence Warbasse | BMC-Hincapie Sportswear Development |

| Départs            | Équipe 2013               |
| ------------------ | ------------------------- |
| George Hincapie    | retraite                  |
| Timothy Roe        | BMC Development           |
| Mauro Santambrogio | Vini Fantini-Selle Italia |
| Johann Tschopp     | IAM                       |

## Coureurs et encadrement technique

### Effectif
| Cycliste           | Date de naissance | Nationalité | Équipe 2012                         |
| ------------------ | ----------------- | ----------- | ----------------------------------- |
| Alessandro Ballan  | 6 novembre 1979   | Italie      | BMC Racing                          |
| Adam Blythe        | 1er octobre 1989  | Royaume-Uni | BMC Racing                          |
| Brent Bookwalter   | 16 février 1984   | États-Unis  | BMC Racing                          |
| Marcus Burghardt   | 30 juin 1983      | Allemagne   | BMC Racing                          |
| Steve Cummings     | 19 mars 1981      | Royaume-Uni | BMC Racing                          |
| Yannick Eijssen    | 26 juin 1989      | Belgique    | BMC Racing                          |
| Cadel Evans        | 14 février 1977   | Australie   | BMC Racing                          |
| Mathias Frank      | 9 décembre 1986   | Suisse      | BMC Racing                          |
| Philippe Gilbert   | 5 juillet 1982    | Belgique    | BMC Racing                          |
| Thor Hushovd       | 18 janvier 1978   | Norvège     | BMC Racing                          |
| Martin Kohler      | 17 juillet 1985   | Suisse      | BMC Racing                          |
| Sebastian Lander   | 11 mars 1991      | Danemark    | Glud & Marstrand-LRØ                |
| Klaas Lodewyck     | 24 mars 1988      | Belgique    | BMC Racing                          |
| Amaël Moinard      | 2 février 1982    | France      | BMC Racing                          |
| Steve Morabito     | 30 janvier 1983   | Suisse      | BMC Racing                          |
| Dominik Nerz       | 25 août 1989      | Allemagne   | Liquigas-Cannondale                 |
| Daniel Oss         | 13 janvier 1987   | Italie      | Liquigas-Cannondale                 |
| Taylor Phinney     | 27 juin 1990      | États-Unis  | BMC Racing                          |
| Marco Pinotti      | 25 février 1976   | Italie      | BMC Racing                          |
| Manuel Quinziato   | 30 octobre 1979   | Italie      | BMC Racing                          |
| Ivan Santaromita   | 30 avril 1984     | Italie      | BMC Racing                          |
| Michael Schär      | 29 septembre 1986 | Suisse      | BMC Racing                          |
| Greg Van Avermaet  | 17 mai 1985       | Belgique    | BMC Racing                          |
| Tejay van Garderen | 12 août 1988      | États-Unis  | BMC Racing                          |
| Lawrence Warbasse  | 28 juin 1990      | États-Unis  | BMC-Hincapie Sportswear Development |
| Danilo Wyss        | 26 août 1985      | Suisse      | BMC Racing                          |
| Stagiaire          | Date de naissance | Nationalité | Équipe 2013                         |
| Silvan Dillier     | 3 août 1990       | Suisse      | BMC Development                     |
| Jakub Novák        | 30 décembre 1990  | Tchéquie    | BMC Development                     |
| Julien Taramarcaz  | 12 novembre 1987  | Suisse      | BMC Mountainbike Racing             |

### Encadrement
John Lelangue est le manager sportif de l'équipe. Mais à l'issue du Tour de France, il quitte avec effet immédiat ses fonctions, il part pour raisons personnelles selon un communiqué de la formation BMC Racing.

## Bilan de la saison

### Victoires
| Date       | Course                                        | Pays       | Classe   | Vainqueur          |
| ---------- | --------------------------------------------- | ---------- | -------- | ------------------ |
| 03/02/2013 | 1re étape du Tour du Qatar                    | Qatar      | 2.HC     | Brent Bookwalter   |
| 04/02/2013 | 2e étape du Tour du Qatar                     | Qatar      | 2.HC     | BMC Racing         |
| 16/02/2013 | 1re étape du Tour du Haut-Var                 | France     | 2.1      | Thor Hushovd       |
| 18/04/2013 | 3e étape du Tour du Trentin                   | Italie     | 2.HC     | Ivan Santaromita   |
| 17/05/2013 | 6e étape du Tour de Californie                | États-Unis | 2.HC     | Tejay van Garderen |
| 19/05/2013 | Classement général du Tour de Californie      | États-Unis | 2.HC     | Tejay van Garderen |
| 22/06/2013 | Championnat d'Italie sur route                | Italie     | CN (1.1) | Ivan Santaromita   |
| 23/06/2013 | Championnat d'Italie du contre-la-montre      | Italie     | CN       | Marco Pinotti      |
| 23/06/2013 | Championnat de Suisse sur route               | Suisse     | CN       | Michael Schär      |
| 23/06/2013 | Championnat de Norvège sur route              | Norvège    | CN       | Thor Hushovd       |
| 02/07/2013 | 3e étape du Tour d'Autriche                   | Autriche   | 2.HC     | Thor Hushovd       |
| 03/07/2013 | 4e étape du Tour d'Autriche                   | Autriche   | 2.HC     | Mathias Frank      |
| 04/07/2013 | 5e étape du Tour d'Autriche                   | Autriche   | 2.HC     | Mathias Frank      |
| 22/07/2013 | 3e étape du Tour de Wallonie                  | Belgique   | 2.HC     | Greg Van Avermaet  |
| 24/07/2013 | 5e étape du Tour de Wallonie                  | Belgique   | 2.HC     | Greg Van Avermaet  |
| 24/07/2013 | Classement général du Tour de Wallonie        | Belgique   | 2.HC     | Greg Van Avermaet  |
| 30/07/2013 | 3e étape du Tour de Pologne                   | Pologne    | WT       | Thor Hushovd       |
| 31/07/2013 | 4e étape du Tour de Pologne                   | Pologne    | WT       | Taylor Phinney     |
| 01/08/2013 | 5e étape du Tour de Pologne                   | Pologne    | WT       | Thor Hushovd       |
| 06/08/2013 | 1re étape du Tour de l'Utah                   | États-Unis | 2.1      | Greg Van Avermaet  |
| 09/08/2013 | 2e étape de l'Arctic Race of Norway           | Norvège    | 2.1      | Thor Hushovd       |
| 11/08/2013 | 4e étape de l'Arctic Race of Norway           | Norvège    | 2.1      | Thor Hushovd       |
| 11/08/2013 | Classement général de l'Arctic Race of Norway | Norvège    | 2.1      | Thor Hushovd       |
| 20/08/2013 | 2e étape du Tour du Colorado                  | États-Unis | 2.HC     | Mathias Frank      |
| 23/08/2013 | 5e étape du Tour du Colorado                  | États-Unis | 2.HC     | Tejay van Garderen |
| 25/08/2013 | Classement général du Tour du Colorado        | États-Unis | 2.HC     | Tejay van Garderen |
| 05/09/2013 | 12e étape du Tour d'Espagne                   | Espagne    | WT       | Philippe Gilbert   |
| 05/09/2013 | 2e étape du Tour d'Alberta                    | Canada     | 2.1      | Silvan Dillier     |
| 07/09/2013 | 4e étape du Tour d'Alberta                    | Canada     | 2.1      | Cadel Evans        |
| 11/10/2013 | 1re étape du Tour de Pékin                    | Chine      | WT       | Thor Hushovd       |

### Résultats sur les courses majeures
Les tableaux suivants représentent les résultats de l'équipe dans les principales courses du calendrier international (les cinq classiques majeures et les trois grands tours). Pour chaque épreuve est indiqué le meilleur coureur de l'équipe, son classement ainsi que les accessits glanés par BMC Racing sur les courses de trois semaines.

#### Classiques
| Classique            | Milan-San Remo      | Tour des Flandres      | Paris-Roubaix          | Liège-Bastogne-Liège  | Tour de Lombardie     |
| -------------------- | ------------------- | ---------------------- | ---------------------- | --------------------- | --------------------- |
| Coureur (classement) | Taylor Phinney (7e) | Greg Van Avermaet (7e) | Greg Van Avermaet (4e) | Philippe Gilbert (7e) | Ivan Santaromita (9e) |

#### Grands tours
| Grand tour           | Tour d'Italie    | Tour de France       | Tour d'Espagne                        |
| -------------------- | ---------------- | -------------------- | ------------------------------------- |
| Coureur (classement) | Cadel Evans (3e) | Steve Morabito (35e) | Dominik Nerz (14e)                    |
| Accessits            | -                | -                    | 1 victoire d'étape (Philippe Gilbert) |

### Classement UCI
L'équipe BMC Racing termine à la dixième place du World Tour avec 731 points. Ce total est obtenu par l'addition des 130 points amenés par la 4e place du championnat du monde du contre-la-montre par équipes et des points des cinq meilleurs coureurs de l'équipe au classement individuel que sont Greg Van Avermaet, 18e avec 230 points, Cadel Evans, 50e avec 111 points, Tejay van Garderen, 52e avec 104 points, Philippe Gilbert, 54e avec 98 points, et Daniel Oss, 78e avec 58 points,.
| Rang | Coureur            | Points |
| ---- | ------------------ | ------ |
| 18   | Greg Van Avermaet  | 230    |
| 50   | Cadel Evans        | 111    |
| 52   | Tejay van Garderen | 104    |
| 54   | Philippe Gilbert   | 98     |
| 78   | Daniel Oss         | 58     |
| 80   | Mathias Frank      | 55     |
| 85   | Thor Hushovd       | 51     |
| 96   | Taylor Phinney     | 38     |
| 118  | Dominik Nerz       | 21     |
| 143  | Ivan Santaromita   | 12     |
| 181  | Danilo Wyss        | 3      |
| 183  | Martin Kohler      | 3      |
| 207  | Marco Pinotti      | 1      |
| 215  | Manuel Quinziato   | 1      |